# Goshen College
Goshen College est un établissement d'enseignement supérieur privé, situé à Goshen (Indiana). Initialement fondé en 1894 sous le nom de Elkhart Institute of Science, Industry and the Arts, il est affilié à l'Église mennonite des États-Unis.
L'établissement est accrédité par la Higher Learning Commission et compte 768 étudiants. Bien que les mennonites représentent 26 % du corps étudiant, l'établissement admet des étudiants de toutes les religions.
Goshen College abrite la Mennonite Historical Library, une bibliothèque de recherche qui rassemble l'une des collections les plus complètes au monde de sources primaires anabaptistes et mennonites.

## Programmes
Le Goshen College propose 45 filières et 52 spécialités aux étudiants de premier cycle. En 2014, le Goshen College s'est associé à l'Eastern Mennonite University et à la Bluffton University pour lancer un programme de Master of Business Administration commun.

## Sports
Les équipes sportives de Goshen College sont connues sous le nom de Maple Leafs, en raison du fait que la ville de Goshen est connue sous le nom de « The Maple City ». L'établissement est membre de la National Association of Intercollegiate Athletics (NAIA).
9 sports sont pratiqués dans l'établissement.
| Sport             | Équipe féminine | Équipe masculine |
| ----------------- | --------------- | ---------------- |
| Athlétisme        | 27 athlètes     | 35 athlètes      |
| Baseball          | -               | 46 athlètes      |
| Basket-ball       | 14 athlètes     | 18 athlètes      |
| Bowling           | 11 athlètes     | 13 athlètes      |
| Cross-country     | 12 athlètes     | 19 athlètes      |
| Football (soccer) | 30 athlètes     | 44 athlètes      |
| Softball          | 20 athlètes     | -                |
| Tennis            | 10 athlètes     | 13 athlètes      |
| Volley-ball       | 13 athlètes     | 11 athlètes      |